# Billy Breathes
Billy Breathes è il sesto album discografico in studio del gruppo musicale rock statunitense Phish, pubblicato nell'ottobre 1996.

## Tracce
1. Free (Anastasio, Marshall) – 3:49
2. Character Zero (Anastasio, Marshall) – 4:00
3. Waste (Anastasio, Marshall) – 4:50
4. Taste (Anastasio, Fishman, Gordon, Marshall, McConnell) – 4:07
5. Cars Trucks Buses (McConnell) – 2:25
6. Talk (Anastasio, Marshall) – 3:09
7. Theme from the Bottom (Anastasio, Fishman, Gordon, Marshall, McConnell) – 6:22
8. Train Song (Gordon, Linitz) – 2:33
9. Bliss (Anastasio) – 2:03
10. Billy Breathes (Anastasio) – 5:31
11. Swept Away (Anastasio, Marshall) - 1:16
12. Steep (Anastasio, Fishman, Gordon, Marshall, McConnell) - 1:37
13. Prince Caspian (Anastasio, Marshall) - 5:19

## Formazione
- Trey Anastasio - chitarra, voce
- Page McConnell - tastiere, voce
- Mike Gordon - basso, voce
- Jon Fishman - batteria, voce